# Арнедо (Ла-Ріоха)
Арнедо (ісп. Arnedo) — муніципалітет в Іспанії, у складі автономної спільноти Ла-Ріоха. Населення — 14 457 осіб (2009).
Муніципалітет розташований на відстані близько 240 км на північний схід від Мадрида, 39 км на південний схід від Логроньйо.

## Демографія
Динаміка населення (INE ):

## Персоналії
- Муса II ібн Муса (788/789-862) — державний і військовий діяч Кордовського емірату.

## Галерея зображень

Розташування муніципалітету
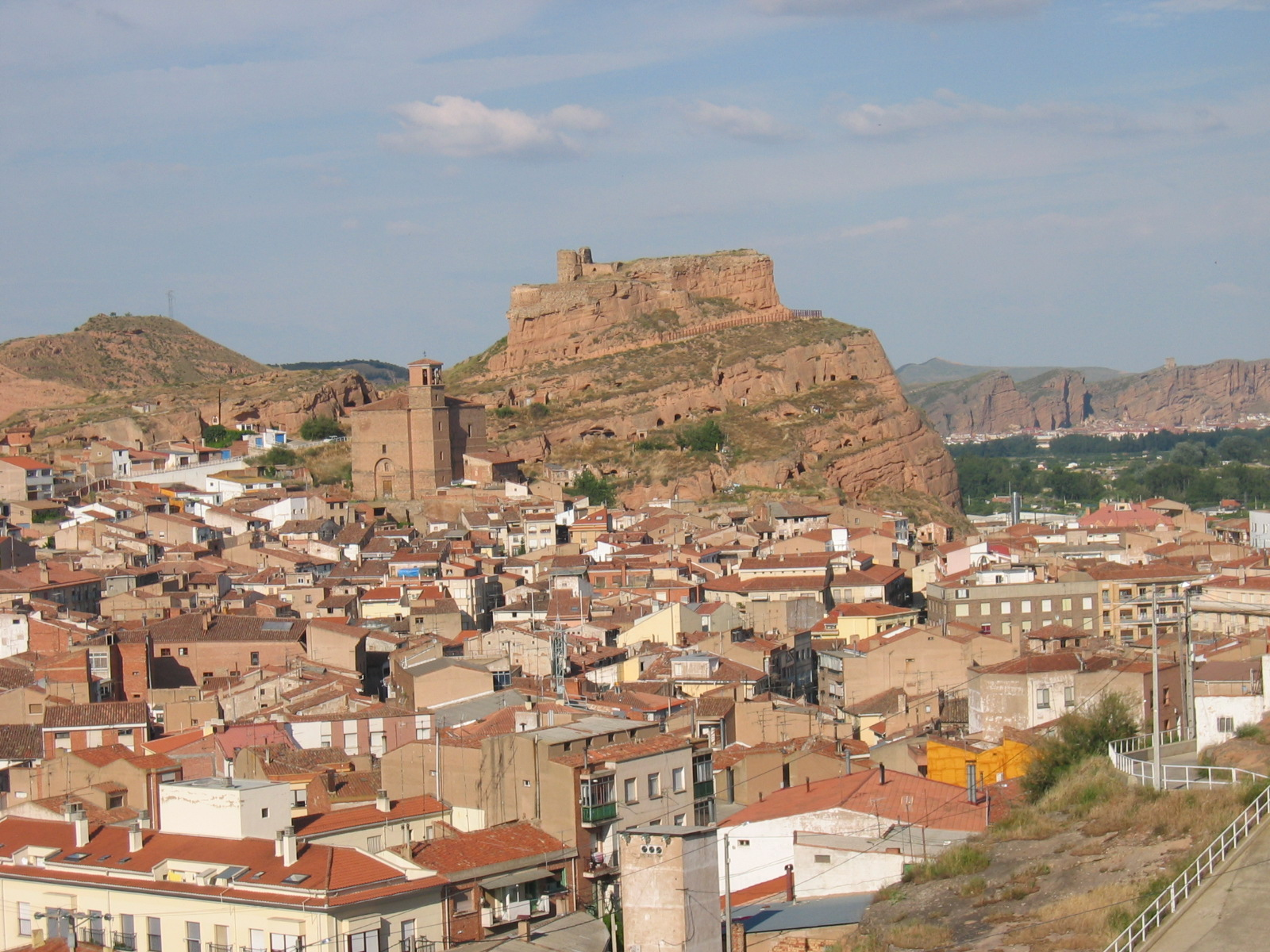
Панорама
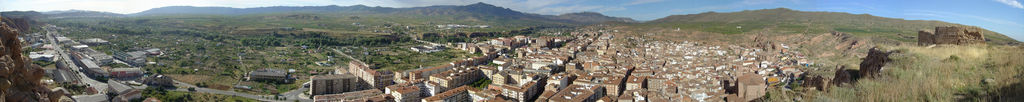
Арнедо з руїн замку
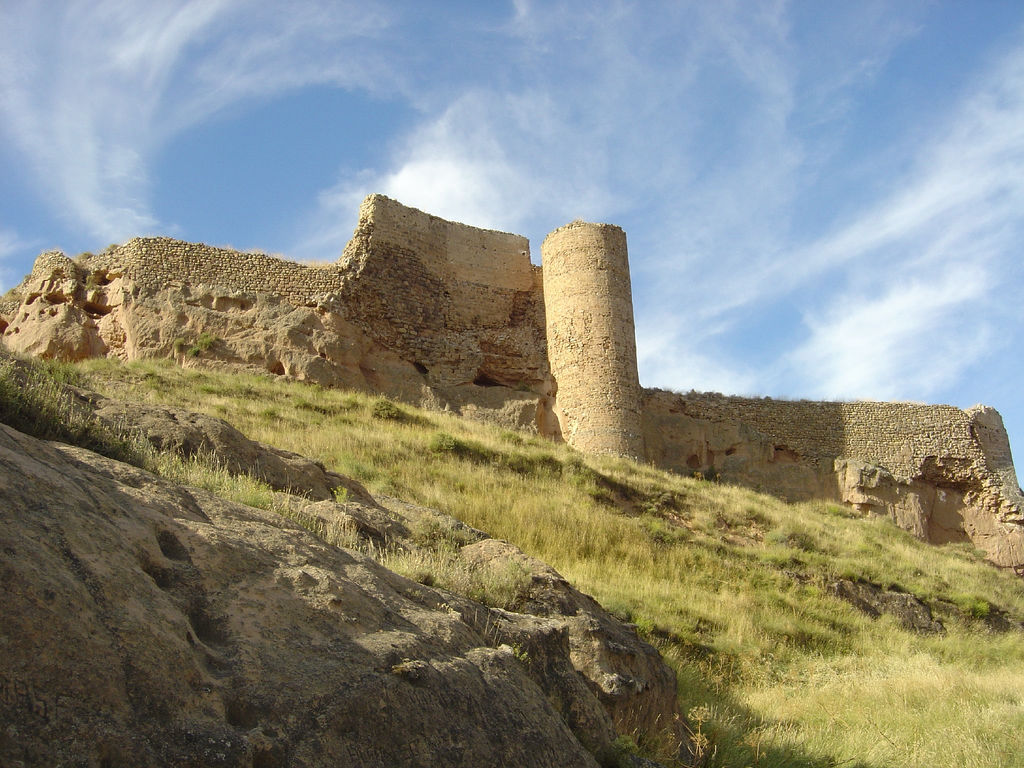
Замок Арнедо
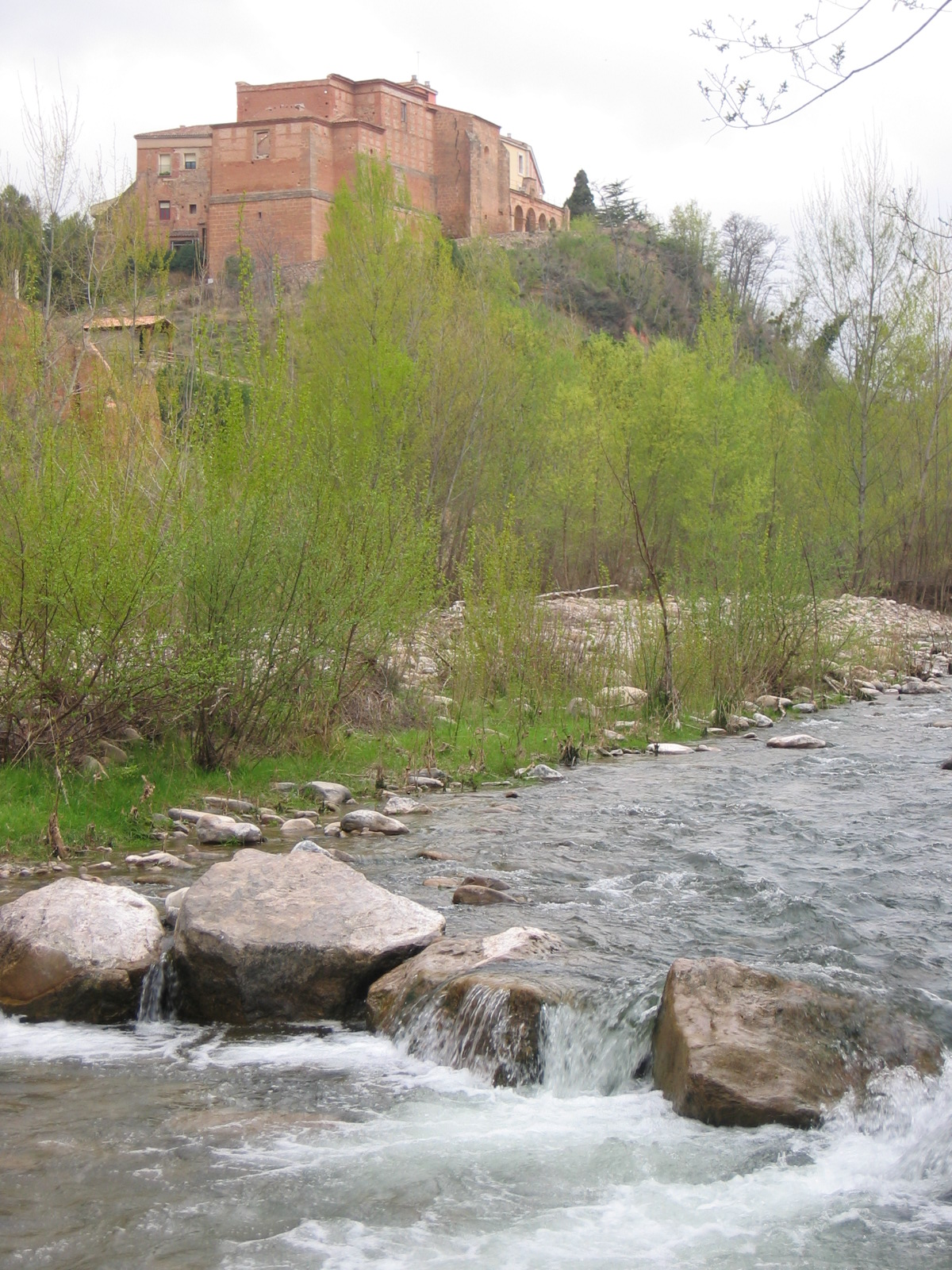
Монастир Віко, на річці Сідакос